# Кохерер
Когерер е примитивно устройство за улавяне на високочестотен сигнал. Изграден на базата на резистор и използван в първите радиоприемници по време на безжичната телеграфна ера в началото на 20 век. Използването му в радиото се основава на откритията от 1890 г. на френския физик Едуард Брани. През 1899 г. Чандра Босе изобретява живачен кохерер. Този елемент е бил съставен от изолационна основа, живак (един от електродите), масления слой (за изолиране и предотвратяване на изпарението), вторият електрод (въртящ се меден диск). При всяко преминаване на сигнала релето премества котвата на база на най-простия часовник механизъм, който обръща малко диска, унищожавайки контакта. Такъв кохерер е много по-чувствителен от прахообразен и можеше да се настрои, въпреки това, наличието на течност и грубостта на механизма го правят изключително чувствителен към търкаляне и разклащане.
- Първия изобретен радиокохерер
- Стативен кохерер
- Кохерер на Блондер